# 畠山家俊
畠山 家俊（はたけやま いえとし）は、室町時代後期から戦国時代にかけての武将。官位は大隅守。能登国西谷内城主。

## 略歴
能登畠山家一族の畠山政栄の子。兄は奉公衆四番番頭を務めた畠山政近。本願寺8世蓮如の最後の妻（第5夫人）となった蓮能（1465-1518）は双子の姉であったと伝えられる。娘に内大臣万里小路惟房正室がいる。
父は能登畠山氏一門として能登羽咋郡を支配していたが、管領畠山氏一門という事で守護に準じた待遇を受けている。家俊も父と共に応仁の乱では西軍に加勢した。以後も家俊は領国と京都を往復して有力公家と婚姻を結んだり、冷泉為広らと和歌を通じた交流を行っている。
享禄4年（1531年）、本願寺10世証如の後見人（外祖父）蓮淳と一門衆との争いにより加賀国で発生した大小一揆が勃発すると、甥で蓮能所生の実悟（蓮如の10男）救援のために能登守護・畠山義総の許しを得て朝倉宗滴と富樫稙泰・泰俊父子と共に加賀に出陣するが、本願寺から派遣された討伐軍に敗れて戦死した。